# Dr. Dolittle: Tail to the Chief
Dr. Dolittle: Tail o Chief (também conhecido como Dr. Dolittle 4) é um filme de comédia americano de 2008, estrelado por Kyla Pratt e Norm Macdonald (voz do cachorro Lucky). Como seu antecessor, Dr. Dolittle 3 em 2006, que foi lançado direto para DVD em 4 de março de 2008. Como no filme anterior, Eddie Murphy não aparece, mas seu personagem, Dr. John Dolittle, é mencionado várias vezes. Haviam rumores de que Murphy teria uma participação especial neste filme, mas isso, mas isso nunca aconteceu.

## Sinopse
A jovem veterinária Maya Dolittle (Kyla Pratt) herdou de seu pai um poder muito especial: ela é capaz de conversar com qualquer animal. Dedicada no que faz, ela se sente lisonjeada quando recebe um chamado do presidente dos Estados Unidos da América (Peter Coyote) em pessoa. O chefe de estado solicita a ajuda da médica para impedir que um pequeno problema com seu bicho de estimação se transforme numa catástrofe canina.

## Elenco
- Kyla Pratt como Maya Dolittle
- Peter Coyote como Presidente Sterling
- Niall Matter como Cole Fletcher
- Elise Gatien como Courtney Sterling
- Malcolm Stewart como Chefe Dorian
- Christine Chatelain como Selma

### Vozes
- Norm Macdonald como Lucky (sem créditos)
- Jennifer Coolidge como Daisy
- Phil Proctor como Macaco
- Maggie Marson como Coelho
- Benjamin Diskin como Tamanduá
- Greg Ellis como Wallaby
- Richard Kind como Marmota
- Nolan North como Papagaio
- Diana Yanez como Chinchila